# Marcin z Kłecka

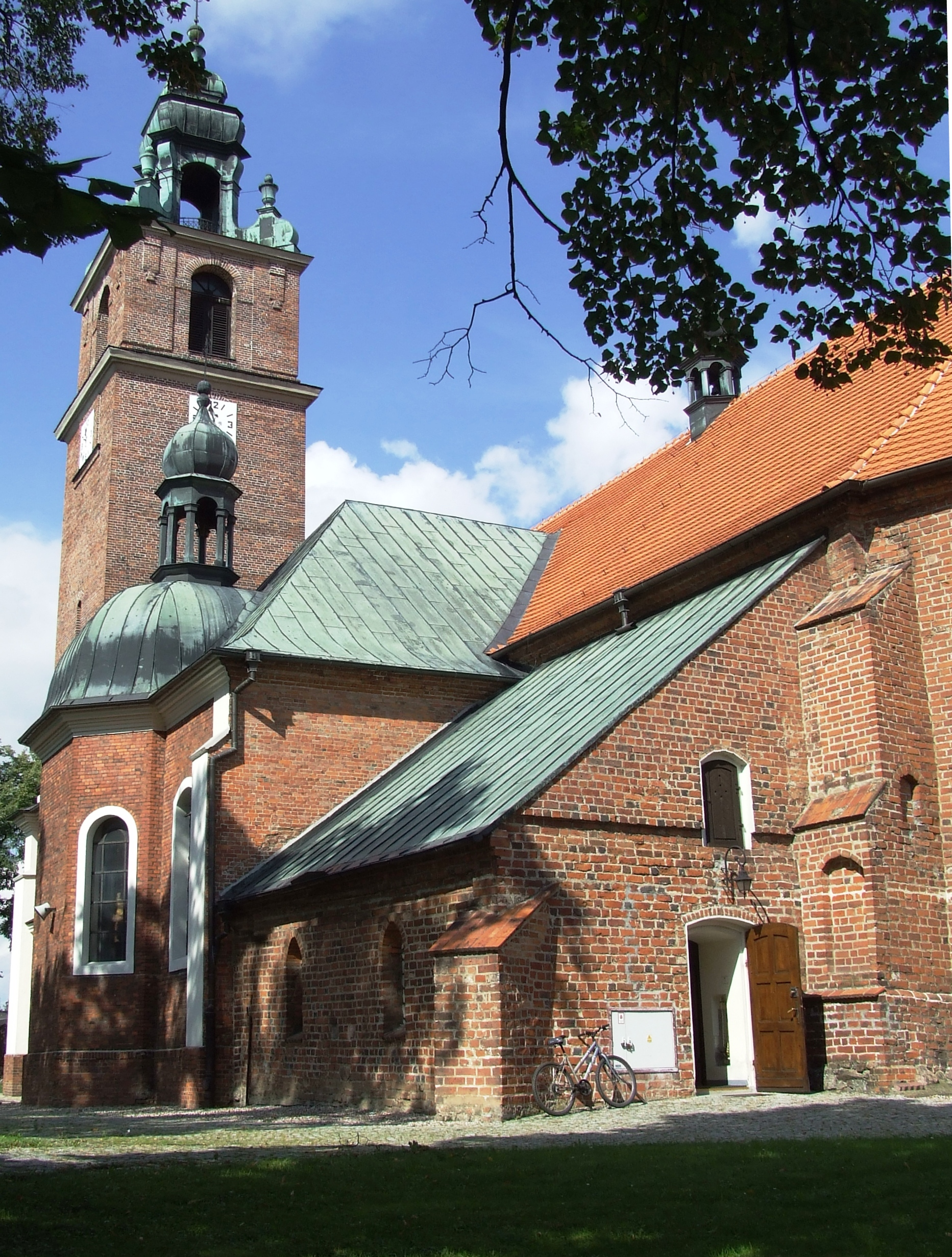
Kościół Świętego Jerzego i Świętej Jadwigi w Kłecku od strony zakrystii wybudowany z inicjatywy dr Marcina z Kłecka przed 1596 r.

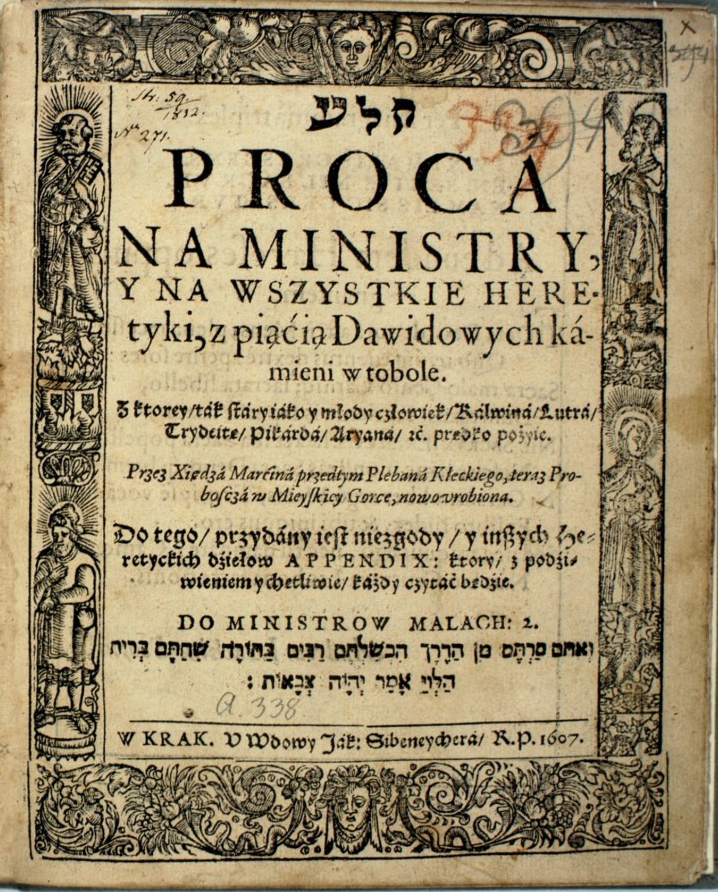
Dzieło Marcina z Kłecka dedykowane Andrzejowi Czarnkowskiemu wydrukowane w Krakowie w 1607 r.

Marcin z Kłecka, zwany Padewskim (znany jako Marcin Kłecki/Klecki lub Martinus Clecensis/Kleccensis) – polski pisarz religijny, który żył na przełomie XVI i XVII wieku, kontrreformata, autor traktatów medycznych (o morowym powietrzu), lekarz, poliglota, doktor medycyny i matematyki kształcący się na Uniwersytecie w Padwie, pleban kłecki w latach 1590–1606, okazjonalnie piszący poezję, drukiem ogłosił kilka dzieł w Krakowie i Poznaniu.

## Życiorys
Pochodził ze stanu mieszczańskiego. Prawdopodobnie początkowo kształcił się w Gnieźnie u mistrza retoryki, prof. Jakuba Górskiego (ok. 1525–1585), następnie wyjechał studiować do Padwy medycynę. W latach 1590–1606, był proboszczem w Kłecku, co już w XIX wieku potwierdziły kwerendy ks. Józefa Dydyńskiego. Przed 1596 rokiem, Marcin z Kłecka sprowadził z Poznania do rodzinnego miasta malarza i rzeźbiarza, Mateusza Kossiora (zm. 1597), który stworzył dla Kłecka ołtarz główny, jedno z najwybitniejszych dzieł w swojej karierze. Marcin z Kłecka, zapewne pozostający pod wielkim wpływem malarstwa włoskiego, wykazywał wielką znajomość ówczesnej sztuki plastycznej. Wątek holenderskiego rysownika i miedziorytnika Corneliusa Corta (ok. 1533–1578), osiadłego i tworzącego we Włoszech, jako wzór „sławy dobrej”, wykorzystał kłecczanin w stemmacie Na herb Nałęcz. Zdaniem Dawida Junga, Marcin z Kłecka mógł zainspirować Mateusza Kossiora ówczesnymi przedrukami grafik Corta. Informację o korzystaniu ze wzorców zachodnioeuropejskich w malarstwie Kossiora potwierdza również prof. Tadeusz Chrzanowski (1926–2006), twierdząc że artysta dla kłeckiego kościoła odwzorowywał grafikę niderlandzką.
Marcin z Kłecka ukończył w 1596 roku budowę kościoła pw. św. Jerzego i św. Jadwigi w Kłecku. Uroczystej konsekracji, 16 kwietnia, dokonał biskup teodozjański, Jan Gniazdowski h. Wczele (zm. 1608). Kazimierz Wójcicki (1807–1879), na podstawie badań Ludwika Gąsiorowskiego zaliczył dra Marcina z Kłecka do jednych z najważniejszych medyków późnego renesansu, obok m.in. takich sław jak Wojciech Oczko, Marcin z Urzędowa, Szymon Syreński czy Piotr Umiastowski.
Jeszcze w Padwie Marcin z Kłecka rozpoczął prace nad Preserwatiwą przeciwko morowemu powietrzu, którą wydał w 1605 roku w Poznaniu. W Kłecku był czynnym lekarzem w szpitalu św. Ducha.
Poeta Andrzej Lechowicz w 1607 roku poświęcił Marcinowi z Kłecka anagram oraz wiersz Adeundem… opublikowany w Procy na ministry… Marcin z Kłecka był również cenionym astrologiem, do niego zwracał się o pomoc m.in. Jan Szczęsny Herburt (1567–1616).
Pisarz zaprzyjaźniony był z Czarnkowskimi herbu Nałęcz. Andrzejowi Czarnkowskiemu, wojewodzie kaliskiemu, Marcin z Kłecka poświęcił jedno ze swoich dzieł. Od 1606 roku, duchowny był już proboszczem w Miejskiej Górce, gdzie także wzniósł murowaną świątynię oraz w 1610 roku drewniany kościół pw. św. Ducha na wzór kłecki. Właścicielem Miejskiej Górki był wspomniany Andrzej Czarnkowski do 1611 roku, Czarnkowscy dzierżyli również starostwo kłeckie od XV wieku do XVII wieku.
Większość prac Marcina z Kłecka pozostających w rękopisach zaginęła podczas potopu szwedzkiego. Pisarz znał kilka języków, oprócz łaciny – grekę i hebrajski.

## Dzieła naukowe i literackie
- (Poznań, 1605) Obrona przeciwko morowemu powietrzu doświadczona, na którą jako bogaty tak y ubogi, snadno się zdobędzie, bo nie każdy na lekarstwa ma pieniądze. Na cześć, a na chwałę Panu Bogu to Tróycy jedynemu, Naświętszey Pannie Mariey, a na pomoc pospolitemu człowiekowi napisana. Przez X. Marcina plebana z Klecka roku pańskiego 1605;
- (Kraków, 1607) Proca na ministry y na wszystkie beretyki, z piącią Dawidowych kamieni w tobole. Z ktorey, tak stary iako y młody człowiek, Kalwina, Lutra, Trydeitę, Pikarda, Aryana etc. prędko poźyie. Przez Xiędza Marcina przed tym Plebana Kłeckiego, teraz Proboszcza w Mieyskiey Gorce, nowo urobiona. Do tego przydany iest niezgodny, y inszych Heretyckich dzielow Appendix: który z podziwieniem y chętliwie, każdy czytać będzie, w Krak. u Wdowy Jak. Sibeneychera, R. P. 1607;
- (Poznań 1610) Zwierciadło saskie albo maydeburskie w ktorym każdy ogląda, Ministry Pruskie, Litewskie, Mazowieckie, Ruskie, Sląskie y też Polskie etc. Tu też każdy Minister uirzy co za makuły, albo plamy na twarzy swey maią, których doyzrzeć nie mogą. Więc uroda ich zkąd poszła, kształt godność, y ciała ozdoba i Genealogia ich dyabelska, y Demonstracio, w tym zwierciadle powie. Gwoli Ministrowi iednemu złemu, a niebacznemu, przez trzy dni urobione. Przez Xiędza Marcina z Klecka w Mnieyskiey Gorce Proboszcza. W Poznaniu u Jana Wolraba, 1610;
- (Poznań 1624, wydanie II) Preservativa przeciwko morowemu powietrzu doświadczona. na którą jako bogaty tak y ubogi, snadno się zdobędzie, bo nie każdy na lekarstwa ma pieniądze. Na cześć, a na chwałę Panu Bogu to Tróycy jedynemu, Naświętszey Pannie Mariey, a na pomoc pospolitemu człowiekowi napisana przez X. Marcina z Klecka, Doktora M. y M. Teraz do druku podana. W Poznaniv, Roku 1624.
- Prognosticon na rok 1609 z obrotów niebieskich pilnie spisany. (praca w rękopisie)
- (Kłecko-Gniezno) Wiersze zebrane, [w:] D. Jung Wierszopisowie Kłecka w latach 1590–1623. Przyczynki do historii kultury staropolskiej (Biblioteka Staropolska, t. I)